# Вівцебик
Вівцеби́к, або му́скусний бик (Ovibos moschatus, мускокс, англ. muskox), — єдиний сучасний представник роду Ovibos з родини бикові (Bovidae).

## Еволюція

### Наявні родичі
У складі підродини Caprinae, родини Bovidae, Ovibos moschatus тісніше пов'язаний з вівцями та козами, ніж з биками;
Ovibos moschatus класифікують як монотипний рід Ovibos.
Ovibos moschatus та Budorcas taxicolor — два найбільших представники родини Caprinae.

Хоча колись такін і вівцебик вважалися, тісно пов'язаними між собою, але генетичний аналіз показує, що їх дивергенція відбулась на початку еволюції Caprinae.
Натомість, найближчими родичами Ovibos moschatus, є Naemorhedus, що на початок ХХІ сторіччя поширені у багатьох країнах Центральної та Східної Азії. Тому подібність між такіном та вівцебиком варто вважати прикладом конвергентної еволюції.

### Еволюція та вимерлі родичі

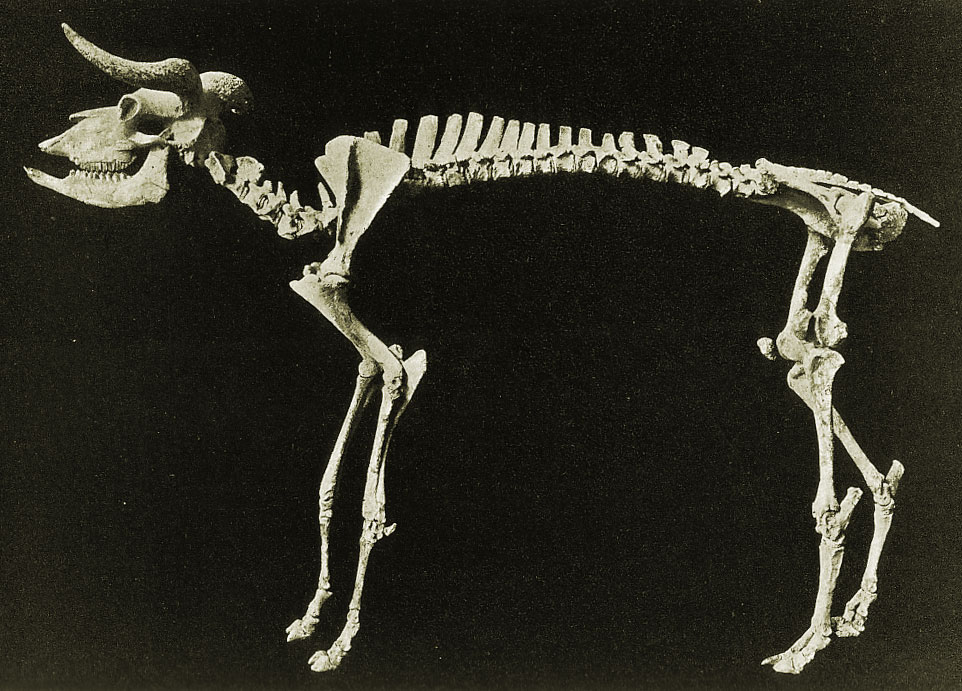
Скелет Euceratherium (відсутні ребра)

Сучасний Ovibos moschatus є останнім представником роду Ovibos,
які вперше еволюціонували у помірних регіонах Азії та адаптувались до холодного середовища тундри
наприкінці своєї еволюційної історії.
Предки Ovibos moschatus спочатку заселяли помірні ліси, а пізніше заселили луки Середньої Азії під час пліоцену, далі заселили Сибір та решту північної Євразії.
Пізніші хвилі міграції азійських копитних, що включали Ovibos
досягли Європи та Північної Америки протягом першої половини плейстоцену.
Перший добре відомий Ovibos, Euceratherium перетнув Беренгію
та заселив Північну Америку два мільйони років тому і процвітав на
американському південному заході та у Мексиці.
Euceratherium був більший, але легше побудований, ніж Ovibos moschatus,
та схожий на гігантську вівцю з масивними рогами і заселяв горбисті луки.
Рід Soergelia, населяв Євразію у ранньому плейстоцені, від Іспанії до Сибіру, 
та заселив Північну Америку під час Ервінгтону (1,8 мільйона років — 240,000 років тому), незабаром після Euceratherium.
На відміну від Euceratherium, який зберігся в Америці до плейстоцен-голоценського вимирання,
Soergelia що заселяли низовини досить рано зниклі та були витіснені більш досконалими копитними, такими як Praeovibos priscus.
Praeovibos priscus населяв Європу та Середземномор'я 1,5 мільйона років тому, колонізував Аляску та Юкон мільйон років тому та зник півмільйона років тому.
Praeovibos priscus був надзвичайно пристосованою твариною та населяв холодну тундру та помірні ліси.
Під час Міндельського зледеніння 500 000 років тому Praeovibos priscus населяв Чукотський півострів.
Наразі серед науковців точиться дискусія: одні стверджують що Praeovibos priscus та Ovibos moschatus
походять від спільного пращура, але ці два види зустрічались під час середнього плейстоцену.
Інші науковці стверджують, що Praeovibos priscus еволюціонував до Ovibos moschatus в одному регіоні протягом періоду ізоляції і пізніше розширився, замінивши решту популяцій Praeovibos priscus.

Ще два роди, схожі на Praeovibos-подібні, були винайдені в Америці в XIX столітті, Bootherium і Symbos, які зараз ідентифікуються як чоловічі та жіночі форми одного, статево-диморфного виду, Bootherium bombifrons.
Bootherium населяв відкриті лісисті райони Північної Америки у період пізнього плейстоцену — від Аляски до Техасу і, можливо, навіть Мексики, але найпоширеніший був на півдні США, тоді як Ovibos замінив його у тундростепу на півночі, безпосередньо на південь від Лаврентійського льодовикового щита.

Сучасний Ovibos з'явився у Німеччині майже мільйон років тому і був поширений в регіоні у плейстоцені.
Під час міндельського зледеніння Ovibos також заселив Британські острови.
І Німеччина, і Велика Британія знаходились на південь від Скандинавського льодовикового щита
та під час гляціала були покриті тундрою, але плейстоценовий Ovibosтакож рідко реєструється у лісистих районах на півдні, таких як Франція та Зелена Іспанія, де вони співіснували з Cervus elaphus та Bos primigenius.
Так само відомо, що Ovibos вижив у Британії під час інтергляціалу.

Сучасні Ovibos походять від іншої популяції, що, ймовірно, мігрували із Сибіру до Північної Америки між 200 000

і 90 000 років тому,
,
що раніше заселив Аляску (на той час сполучену з Сибіром і періодично ізольовану від решти Північної Америки
Лаврентійським та Кордильєрським льодовиковими щитами у гляціали) 250 000—150 000 років тому.
Після міграції на південь підчас одного з інтергляціалів Іллінойського зледеніння,
поза-Аляскинська американська популяція Ovibos була ізольована від головної популяції у гляціали.
Ovibos вже був присутнім у його теперішньому оплоті на острові Бенкс 34 000 років тому, але існування популяції на інших вільних від льоду районів Канадського Арктичного архіпелагу на той час є спірним.

Разом із Bison bison та Antilocapra americana,

Ovibos був одним із небагатьох видів мегафауни плейстоцену Північної Америки, який пережив вимирання плейстоцену/голоцену і дожив до наших днів

Ймовірно, що Ovibos зміг пережити останній льодовиковий період, знайшовши вільні від льоду ділянки (рефугії) на певній відстані від попередніх популяцій

Дослідження викопних ДНК свідчать про те, що Ovibos був не тільки більш географічно поширеним під час плейстоцену, але й більш генетично різноманітним.

У той час популяції Ovibos зустрічались по всій Арктиці — від Уралу до Гренландії.
На відміну від цього, нинішній генетичний склад виду є одноріднішим.
Коливання клімату могло вплинути на цей зсув у генетичному різноманітті: дослідження показують, що гляціали в історії Землі співвідносяться з більшим різноманіттям, а інтергляціали з більшою однорідністю.

## Ареал

### Доісторичний ареал
У плейстоцені ареал Ovibos був набагато ширшим.
Викопні дані свідчать, що вони мешкали по всій Сибірській та Північноамериканській Арктиці, від Уралу до Гренландії.

Предки нинішніх Ovibos заселили Берингію та Північної Америки між 200 000
 та 90 000 років тому.
Під час Вісконсинського зледеніння Ovibos процвітав у тундрі на південь від Лаврентійського льодовикового щита, на теперішньому Середньому Заході, в Аппалачах та Вірджинії, тоді як далекі родичі Bootherium та Euceratherium жили відповідно в лісах на півдні США та у західних чагарниках
.
Хоча вони завжди зустрічались рідше, ніж інші представники мегафауни льодовикового періоду, кількість Ovibos досягло піку під час Вюрмського зледеніння II 20 000 років тому, а згодом зменшилось, особливо під час плейстоцен/голоценового вимирання, коли його ареал був значно зменшений і вижили лише популяції у Північній Америці.
Остання відома популяція Ovibos в Європі вимерла у Швеції 7000 років до Р. Х.
,
а остання в Азії, яка мешкала на півострові Таймир у Сибіру, близько 2000 років тому

Після зникнення Лаврентійського льодовикового щита Ovibos поступово перемістився на північ через Канадський Арктичний архіпелаг, заселив Гренландію з острів Елсмір приблизно в 350 р. по Р. Х.,
під час пізнього голоцену.
Заселення Ovibos північно-західної Гренландії, відбулося за кілька сотень років після прибуття культур Дорсет та Туле у сучасний район Каанаак.
Хижацтво Homo sapiens у Каанааку, можливо, обмежило рух Ovibos по західному узбережжю і натомість утримувало їх на північному сході острова

### Останній рефугіум у Північній Америці
У наш час Ovibos заселяє лише арктичні райони Північної Канади, Гренландії та Аляски.
Популяція Аляски була знищена наприкінці 19 або на початку 20 століття.
Їх знищення пояснюється надмірним полюванням, але несприятлива зміна клімату, можливо, також сприяла їх зникненню

Проте з того часу Ovibos moschatus був знову реінтродуковано на Алясці.
Служба рибних ресурсів та дикої природи США реінтродуковано Ovibos на острів Нунівак в 1935 році

Інші відновлені популяції: Національний Арктичний заповідник,

Національний заповідник Берингії,
Юконський національний парк Іввавік,
Аляскинський центр охорони дикої природи в Анкориджі,

Національний парк Аулавік, північно-західні території,
Національний резерват дикої природи Кануті,
Гейтс-оф-зе-Арктик та
Вайтгорс, Заповідник дикої природи Юкона.

### Реінтродукція в Євразії
Ovibos був реінтродукований з острова Бенкс у гірський масив Довреф'єлль, Норвегія в 1932 році, але там його знищили під час Другої світової війни.
Він був повторно реінтродуковано до Норвегії в 1947 році; ця популяція розширилося до міста Гер'єдален, Швеція, в 1971 році.
Норвезька популяція на Довреф'єллі знаходиться на площі 340 км² та мала приблизно 300 тварин влітку 2012 року.
З 1999 року популяція здебільшого збільшується, але вона страждала від спалаху кору влітку 2004;
через хворобу, і протягом року загинуло 29 тварин.
Перша у світі реінтродукція була зроблена на Гурскей за межами Олесунда в 1925–26.
Ovibos були переселені з Гренландії.
Тварини процвітали на острові, але зрештою там і вимерли.
Спроба переселити Ovibos на Шпіцбергені також не вдалася.
17 тварин було випущено в 1929 році на березі Адвент-фьорду на Західному Шпіцбергені.
В 1940 р. Стадо налічувало 50 голів, але в 1970-х рр. стадо зникло.
Ovibos також було реінтродуктовано в Ісландію в 1930 році, але не вижили.
У Росії тварини, завезені з острова Бенкс та Нунівака, були випущені на півострів Таймир у 1974 та 1975 роках, а деякі з Нунівака були випущені на острові Врангеля в 1975 році.
Обидва місця знаходяться на північ від Полярного кола. До 2019 року чисельність населення на острові Врангеля становила близько 1100

а на півострові Таймир близько 11-14 тисяч

Кілька стад Ovibos мігрували з півострова Таймир далеко на південь до плато Путорана

Після відновлення ці популяції, в свою чергу, були
використані як джерело для подальших реінтродукцій у Сибіру в 1996—2010 рр.

Однією з останніх цих дій було реінтродукція шести тварин у районі проекту «Плейстоценовий парк»
на річці Колима в 2010 році, де група російських вчених на чолі з Сергієм Зимовим прагне довести, що Ovibos,
поряд з іншою мегафауною плейстоцену, що збереглася до раннього голоцену на півночі Сибіру, 

не зникла з регіону внаслідок кліматичних змін, а через полювання людей

## Дані про вид
- довжина тіла: 1,8–2,5 м;
- довжина хвоста: 7–10 см;
- висота в па́холку: до 1,4 м;
- маса: 200—400 кг;
- розмах рогів: до 70 см;
- швидкість: до 60 км/год;
- статева зрілість: 2 роки;
- вагітність: 9 місяців;
- кількість телят: 1 теля.

Самиці вівцебика помітно менші: довжина тіла становить до 1,95 м, висота — до1,15 м.
Ця перехідна форма жуйних тварин схожа на овець і відрізняється від биків наступними ознаками: відсутністю підгрудка і голої плями на морді, коротким хвостом, не однаково влаштованими копитами і двома сосками на вимені.
Хутро складається з довгого (до 90 см) зовнішнього і короткого, хвилястого внутрішнього, що добре захищає від морозу.
Кожен ріг вівцебика може сягати 61-67 см довжини і є спрямований донизу і вперед. У корів роги розвинені значно слабше. Їхня поверхня є гладкою, без жодних борозенок чи щорічних приростів.
Під час шлюбного періоду вівцебики виділяють речовину з сильним запахом, яка, проте, не є мускусом; тому поширена в народі назва «мускусний бик» не є правильною.

## Поширення і живлення
Ареалом поширення даного виду є арктичні регіони Північної Америки, від Аляски, через усю Канаду аж до Ґренландії. Під час останнього льодовикового періоду заселяли Азію, Північну Америку і Європу; посеред іншого і середню частину Норвегії, де проведено акліматизацію вівцебиків і кількадесят особин проживає в комуні Довре.
Спроби заселення вівцебика проводяться також на Шпіцберґені, на острові Нунівак, на півострові Таймир і на острові Врангеля. На Алясці, у Канаді і Норвегії пробують одомашнити цей вид.
Вівцебики надають перевагу сухим територіям арктичної тундри, оскільки є дуже чутливими до вологості: у вологих середовищах швидко починають хворіти на пневмонію. Живуть вівцебики стадами по 4–7 особин, узимку по 12–50. Харчуються мохом, лишайниками, травою, різними видами кущів і беріз. Охоче їдять пухівки, осоки, астрагали, куничники, тонконоги, луговики, лисохвости та інше. Влітку тварини чергують випас і відпочинок приблизно 6-9 разів протягом доби. З вересня до травня кочують. Площа зимової теритої одного стада не перевищує 50 км², розмір річної території сягає до 200 км². У пошуках пасовищ стадо рухається за головним биком чи дорослою коровою, але в небезпечних ситуаціях головну роль відіграє тільки самець.
Взимку більшість часу вівцебики сплять на насті, хоча можуть добувати корм і з-під снігу глибиною 40–50 см.

## Розмноження
Період гону припадає на кінець літа. Бики змагаються за самиць, завдаючи один одному сильні удари головою. Слабший самець програє та змушений віддалитися від стада. Переможець отримує право запліднити всіх корів у стаді. Вагітність у вівцебиків триває до 9 місяців і у квітні-травні народжується одне теля масою 7-8 кг, яке протягом трьох місяців живиться лише материнським молоком. До кінця цього часу його маса досягає 60 кг. Через 2–3 години після народження маля вже може йти за матір'ю. Через кілька днів після народження теля вже абсолютно покрите густим хутром.
Жирність молока вівцебиків становить 11 %. Повної зрілості телята досягають в 3–4 роки. Зважаючи на суворий клімат і значну чутливість до вологості поширена висока смертність молодняка. Тривалість їхнього життя становить 11–14 років, максимальна — до 24.

## Вороги і охорона
Ворогами вівцебиків є вовки, білі і бурі ведмеді, росомахи, а також люди. Вівцебики досить сильні тварини і можуть дати відсіч хижакам і захистити своє потомство. У час небезпеки стараються рятуватися втечею, якщо ж це неможливо, то збиваються в коло і коли хижак наближається, один із самців атакує його й одразу ж повертається в коло або решта стада підходить до нього. Цей спосіб є ефективним проти всіх природних ворогів. Коли ж стадо атакує людина, то вівцебики, що прикривають своїми тілами молодняк, залишаються нерухомими навіть коли по них відкривають вогонь.
З початку XX століття існує загроза знищення виду у зв'язку з масовим полюванням. З метою охорони вівцебиків створено заповідні території в Канаді і Ґренландії. Чисельність популяцій, що потрапили під охорону, зростає: зазвичай наводять цифри 80–130 тисяч особин.